# Cigarette Burns
"Cigarette Burns" és el vuitè episodi de la primera temporada de Masters of Horror. Es va emetre originalment a Amèrica del Nord el 16 de desembre de 2005 i fou dirigida per John Carpenter.

## Sinopsi
Profundament endeutat amb el pare de la seva dona morta, el comerciant de pel·lícules rares Kirby Sweetman (Norman Reedus) té menys d'un mes per produir 200.000 dòlars per salvar el seu petit teatre. Un vell cinèfil, el senyor Bellinger (Udo Kier), el contracta per trobar l'única impressió d'una rara pel·lícula de 30 anys titulada La Fin Absolue du Monde. La pel·lícula va provocar un motí homicida durant la seva estrena, després de la qual va ser destruïda.
Bellinger porta en Sweetman a una habitació amagada a la seva mansió, que conté un home pàl·lid i demacrat (Christopher Redman) encadenat. Les ferides a les espatlles de l'home semblen ser la font d'un parell d'ales angelicals. L'home encadenat explica que la seva existència està lligada a la de la pel·lícula. Bellinger ofereix a Sweetman $100.000 per trobar la pel·lícula, que Sweetman augmenta a 200.000 dòlars. El primer protagonista de Sweetman és un crític solitari que va escriure una ressenya de la pel·lícula. El crític, que s'ha obsessionat amb la pel·lícula fins a la bogeria, lliura a Sweetman una cinta d'àudio d'una entrevista amb el director de la pel·lícula.
Sweetman escolta la cinta i al·lucina el suïcidi de la seva dona. L'endemà, Sweetman coneix l'arxiver de cinema Henri Cotillard (Julius Chapple) que li diu que va ser el projeccionista d'una projecció secreta de la pel·lícula. Es va estalviar la mort i la bogeria perquè es va allunyar mentre es projectava la pel·lícula. Finalment, va intentar aturar-ho, però es va apagar, només per despertar-se amb la mà esquerra cremada. Envia a Sweetman a un contacte, un cineasta anomenat Dalibor (Douglas Arthurs) que podria saber on és la pel·lícula. Sweetman és capturat, injectat amb un anestèsic, i s'apaga, despertant-se lligat a una cadira. El cineasta explica a Sweetman (mentre decapita una dona asseguda davant d'ell) que un àngel va ser sacrificat a la pel·lícula, i el mal d'aquest horror afecta a tots els que veuen la pel·lícula. Sweetman té una altra visió i, quan arriba, es troba amb un matxet. El cineasta té la gola tallada. Abans de morir l'home, el dirigeix a Katja, la vídua del director.
Sweetman localitza i parla amb Katja (Gwynyth Walsh). Li dona a Sweetman l'única còpia que queda de la pel·lícula. Quan li pregunta com va morir el director, Katja revela que va morir en un intent d'assassinat-suïcidi al qual va sobreviure. Sweetman porta la pel·lícula a Bellinger i cobra el seu pagament. Bellinger veu la mutilació de l'àngel a la pel·lícula. Sweetman s'assabenta que el seu sogre ha tancat el teatre amb clau tot i dir que té dues setmanes per pagar el seu deute. Rep una trucada telefònica d'un Bellinger angustiat i torna a la mansió. Allà, Sweetman veu que el majordom de Bellinger es treu els ulls després de veure la pel·lícula. Dins de la sala de projecció, Bellinger carrega els seus propis intestins als rodets d'un altre projector.
El sogre de Sweetman, que el va seguir fins a la mansió, treu una pistola i amenaça de matar a Sweetman. Mentre lluiten, al·lucinen una marca de senyal, que embolcalla la pantalla. Sweetman es desperta i es troba amb ell i el seu sogre veient la pel·lícula, tots dos sagnants. El majordom allibera l'àngel encadenat. Apareix la dona de Sweetman i mossega el coll del seu pare, cosa que resulta ser una al·lucinació. Sweetman decideix que ell i el seu sogre han de morir perquè cap dels dos la pot deixar anar mentre estiguin vius. Sweetman mata brutalment el seu sogre i se suïcida.
L'àngel agafa els dos rodets de pel·lícula, entra al teatre, mira el cadàver sagnant d'en Sweetman i diu: "Gràcies per això", indicant els rodets de pel·lícula, abans de marxar.

## Mitjans domèstics
El DVD va ser llançat per Anchor Bay Entertainment el 28 de març de 2006. L'episodi va ser el vuitè episodi i el primer a ser llançat en DVD. L'episodi apareix al primer volum de la compilació Blu-ray Disc de la sèrie.

## Recepció
Nich Schager de Slant Magazine va escriure que la pel·lícula no té "cinematografia cinemascope de marca registrada" de Carpenter i és massa oberta, però és "una cosa semblant a un semi-retorn atmosfèric a la formació". Steve Barton de Dread Central la va puntuar amb 5/5 estrelles i l'anomenava "vintage Carpenter": "sagnant, inquietant i de vegades bonica de veure". Michael Drucker d’IGN la va puntuar 8/10 estrelles i la va descriure com a "divertida, emocionant i horripilant", tot i que va criticar les escenes de La Fin Absolue du Monde com a mal fetes. Ian Jane de DVD Talk li va puntuar amb 3/5 estrelles i va concloure que és un "bon torna a la forma de Carpenter que, malgrat alguns defectes, fa que sigui una visualització inquietant i atmosfèrica".
Va participar en la secció oficial del XXXIX Festival Internacional de Cinema Fantàstic de Catalunya, on va obtenir una menció especial al Premi Carnet Jove.